# Maladera servitrita
Maladera servitrita är en skalbaggsart som beskrevs av Brenske 1898. Maladera servitrita ingår i släktet Maladera och familjen Melolonthidae. Inga underarter finns listade i Catalogue of Life.